# ウラベニガサ科
ウラベニガサ科 (Pluteaceae) は真正担子菌綱ハラタケ目に所属する菌類の一群である。

## 形態
子実体は中形ないし小形のものが多いが、かさの径10cm以上・柄の長さ20cm程度にもなる大形種もあり、共通してもろい肉質で壊れやすい。子実層托はすべての種においてひだ状で、管孔状をなすことはなく、柄に対して離生し、幼時は白色であるが成熟すれば濃い肌色ないし桃色を呈する。柄はよく発達し、かさの中心に着き、しばしば内被膜あるいは外被膜を備えるが、内外の両被膜を同時に有することはなく、あるいは両者をともに欠いている。
胞子紋は濃い肌色・桃色あるいは帯褐ピンク色（肉色）などを呈する。胞子は薄壁・平滑で、ほぼ球形ないし広楕円形を呈し、発芽孔を欠き、メチルブルーの乳酸溶液によってよく染まる性質がある一方、ヨウ素溶液に対して染まらない。ひだの実質（中軸部）の菌糸は、ひだの縁の方向に向かって逆Ｖ字形に配列する（これを「逆散開型構造」と呼ぶ）。子実層には、しばしば顕著なシスチジアを備えている。かさの表皮は比較的よく分化しており、球形細胞の層からなるもの・縦に平行に並んだ嚢状細胞からなる柵状構造をなすもの・かさの表面に平行に走る菌糸群で構成されるものなどに大別される。菌糸の隔壁部にはかすがい連結があるものとないものとがある。色素が子実体に存在する場合は、菌糸の細胞質に均一に溶け込む形で認められる場合が多く、菌糸内部の液胞内に存在するものや、菌糸の外面に沈着した色素粒となるものは少ない。

## 生態
すべてが腐生性で、外生菌根を形成する種はない。有機物に富んだ地上や堆肥上・腐朽した木材上などに生えるものが多いが、他のキノコの子実体上に発生するものも少数知られている。

## 他の科との関係
ひだの実質の構造（菌糸配列）などが共通することから、テングタケ科との類縁関係が想像されているが、テングタケ科においては胞子紋が白色を呈し、大部分が樹木の細根と特殊な生態的関係を有する（外生菌根）を形成する点で大きく異なる。
イッポンシメジ科の菌は、胞子紋が桃色系の色調を有する点で類似しているが、ひだの実質の構造において異なっており、さらに後者では、胞子が多角形をなす点で容易に区別される。また、子実体の組織中における色素の存在様式においても異なる種が多い。
ハラタケ科に属する一部の菌群でも、特に老成した子実体において、ひだや胞子紋が桃色を帯びる種が存在するが、それらの多くは胞子の一端に発芽孔を備え、胞子の細胞壁は明らかに二層以上の膜で構成されている。また、腐朽した木材上に発生することは少ない。

## 科内の分類
伝統的にウラベニガサ属・フクロタケ属・Chamaeota属の3属が所属していたが、分子系統学的解析に基づいて2011年にオオフクロタケ属 (Volvopluteus) が記載された。2008年の時点では、本科には少なくとも364種が含まれると推測されている。